# Parti des Finlandais
Le Parti des Finlandais (en finnois : Perussuomalaiset, littéralement Finlandais de base ; en suédois : Sannfinländarna, aussi appelé en français Vrais Finlandais), abrégé PS, est un parti politique finlandais de droite populiste.
Le parti a été fondé en 1995 et représente à partir des élections de 2011 la troisième force politique du pays (et la première force d'opposition jusqu'en 2015), puis la deuxième depuis les élections de 2023.
Le parti siègeait au centre gauche du parlement finlandais jusqu'en 2019 et se définit comme « ouvrier sans socialisme » afin de défendre, au sein de l'État-providence et de la social-démocratie finlandaise, des thèses identitaires sur la société finlandaise. Hors de Finlande, il est soutenu par des partis conservateurs voire d'extrême droite.

## Nom
Le parti se nomme Perussuomalaiset en finnois. Le préfixe Perus- signifie basique, fondamental, simple, tandis que suomalaiset se réfère aux Finnois. Une traduction littérale en français serait « Finlandais de base », « Finlandais ordinaires » ou « simples Finlandais ».
Plusieurs sites francophones, tels que ceux de l'ambassade de France en Finlande, de la Fondapol, traduisent ce nom par « les Finlandais de base ».
La confusion vient du fait que le parti s'est choisi deux noms anglais qui ne rendent pas le sens littéral. À l'origine, il s'agissait de True Finns. Les publications internationales ont repris ce nom, d'où l'utilisation en français de « Vrais Finlandais »,.
En 2010, l'organisation de jeunesse du parti (Perussuomalaiset Nuoret (en)) réclame un changement de la traduction, qui « sonne raciste », et suggère Finnish Folkparty (« Parti populaire finlandais ») pour la presse anglophone. En août 2011, le parti adopte à l'initiative de son président Timo Soini le nom Finns Party (« Parti des Finlandais »),,. Cette traduction est depuis la seule utilisée par le Parlement finlandais et par le Parlement européen.

## Histoire

### Paternité du Parti rural
Le parti tire son origine de l'ancien Parti rural de Finlande (SMP), parti populiste créé en 1959.
Veikko Vennamo fut le chef historique de cet ancien parti, de 1959 à 1979. Issu de la Ligue agraire, futur Parti du centre, il entretenait des relations tendues avec Urho Kekkonen. Une fois celui-ci élu président de la République en 1956, Vennamo se consacre à son nouveau parti. Il se présente trois fois à l'élection présidentielle, sans dépasser ses 11 % initiaux (1968). Son parti remporte pourtant 10 % des voix et dix-huit sièges au début des années 1970, puis dix-sept en 1983.
Le fils de Vennamo, Pekka Vennamo, devint le dirigeant du parti en 1979, quand son père se retira et le parti commença à participer aux coalitions gouvernementales, ce qui entraîna son déclin progressif.
Pekka Vennamo finit par démissionner. Certains membres du parti rejoignirent le Parti du centre, d'autres se retirèrent.
En difficulté financière, il fit faillite en 1995. La même année le Parti des Finlandais est fondé, par plusieurs anciens membres, dont Timo Soini, qui était secrétaire du Parti rural de Finlande.

### Renaissance populiste
Après ces départs, le parti chercha à se rétablir sur de nouvelles bases. Le mouvement populiste et souverainiste se tourna contre l'establishment et l'Union européenne.
En 2003, le parti remporta trois sièges aux élections de l'Eduskunta. Cette victoire mineure semble être due au talent oratoire du nouveau dirigeant Timo Soini et au charisme personnel de Tony Halme. Ils améliorent leur résultat, aux élections législatives de 2007, avec cinq députés et un peu plus de 4 % des voix. Ils sont alors le huitième parti du pays.
Avant l'élection de 2011 qui les porte tout proche du pouvoir, ils progressent lors de deux élections : aux élections locales d'octobre 2008, ils progressent de 0,9 à 5,4 %, principalement dans l'électorat des sociaux-démocrates et de l'Alliance de Gauche, notamment là où il y a le plus de chômage.
Lors des élections européennes de 2009 ensuite, les Vrais Finlandais remportent 9,8 % des suffrages, soit un siège de député européen, qui revient à Timo Soini, le mieux élu de Finlande, nominativement (en Finlande on vote pour un nom et non une liste, même avec la proportionnelle).

### Troisième parti
Pour les élections législatives de 2011, le parti se positionne comme celui des « petites gens » face à la « bureaucratie » européenne. Il s'oppose aux plans d'aide aux pays de la zone euro en difficulté, dont l'accueil était mitigé en Finlande, dans une plate-forme qui s'oppose à l'immigration, au bilinguisme finnois-suédois, aux OGM,, au mariage homosexuel, tout en préservant les acquis sociaux. Le contexte est aussi celui d'une industrie du bois-papier en crise, avec des délocalisations nombreuses.
Derrière leur chef charismatique, qui devient le député le mieux élu, les Vrais Finlandais réalisent 19,1 % des suffrages, un quadruplement et une augmentation de quinze points, une première dans la Finlande d'après-guerre. Ils deviennent alors le troisième groupe au Parlement avec 39 députés. Quatre d'entre eux — Jussi Halla-aho, Juho Eerola, James Hirvisaari et Olli Immonen — sont membres de Suomen Sisu, organisation nationaliste et opposée au multiculturalisme.
Timo Soini les décrit comme une faction peu nombreuse mais « bien organisée », tout en admettant que certains membres soient « politiquement incorrects ».
En raison d'écarts de langage à propos de la crise grecque, Jussi Halla-aho a été suspendu à l'unanimité pour deux semaines par le groupe parlementaire des Vrais Finlandais le 16 septembre 2011.
L'élection passée, la formation du gouvernement traîne en longueur, et après un mois, le parti annonce son refus de faire des compromis sur la question de l'euro dans le seul but de rentrer au gouvernement. Contrairement à la tradition de consensus, il forme la moitié de l'opposition au Gouvernement Katainen, soutenu par 125 des deux cents députés du Parlement, provenant de six des huit partis.
Trois présidences de commissions parlementaires sont attribuées à des députés Vrais Finlandais : Timo Soini obtient celle des Affaires étrangères, Jussi Halla-aho celle de l'Administration et Jussi Niinistö celle de la Défense.
Lors des élections municipales de 2012, le parti des Vrais Finlandais affiche une progression de sept points par rapport à 2008 avec 12,3 % des suffrages exprimés.
Lors des élections européennes de 2014, les Vrais Finlandais arrivent en troisième position du scrutin avec 12,90 % des suffrages exprimés et a ainsi remporté deux sièges (Sampo Terho et Jussi Halla-aho) au Parlement européen. Le parti quitte le groupe Europe libertés démocratie pour rejoindre le groupe des Conservateurs et réformistes européens aux côtés des conservateurs britanniques et polonais. D'après Erkka Railo (fi) l'inclusion du parti dans un « groupe respectable » constitue une victoire pour les Vrais Finlandais. L'entrée du parti dans le groupe aurait été l'initiative de Syed Kamall, chef de file du groupe de confession musulmane. D'après Sajjad Karim, candidat du groupe à la présidence du Parlement européen et lui aussi musulman, le groupe appliquera une Tolérance zéro vis-à-vis du racisme.
Le parti des Finlandais rejoint en 2015 le gouvernement de Juha Sipilä (Parti du centre) et occupe des ministères régaliens, notamment les Affaires étrangères. Le politologue Jean-Yves Camus remarque que le parti a été contraint de faire évoluer son discours pour s'adapter à son nouveau statut de parti gouvernemental : « il doit être eurosceptique sans que le pays quitte l’Eurozone et l’UE ; défendre, sur la protection sociale et le rôle de l’État, des positions proches de celles de la gauche tout en étant fermement de droite sur les problèmes sociétaux ; incarner le « Finlandais de base » et faire partie d’élites qu’il décrie, rester respectable tout en voulant rogner les droits, non seulement des étrangers mais aussi de la minorité suédoise et de la minorité samie du Nord du pays. »
En juillet 2015, le député Olli Immonen, suscité une polémique après avoir appelé ses « compagnons de lutte » à « se battre contre le cauchemar du multiculturalisme », et promis que « les bulles laides de ses ennemis » seraient « éclatées en un million de petits morceaux ». Quelques jours plus tard, près de 15 000 personnes se rassemblent à Helsinki pour protester contre ces déclarations.
Le 10 juin 2017, Jussi Halla-aho, tête de file de la ligne dure du parti, succède à Timo Soini à la présidence du parti lors d'un congrès à Jyväskylä. Trois jours après son élection, le Premier ministre, Juha Sipilä, annonce mettre fin à la participation des Vrais Finlandais à son gouvernement. Le parti fait alors face à la dissidence de vingt-deux de ses trente-sept députés qui forment la Nouvelle Alternative
En juin 2021, Jussi Halla-aho annonce qu'il ne se présentera pas à sa succession lors du congrès du parti. Plusieurs candidats se présentent, et Riikka Purra est élue le 14 août 2021. Première femme à diriger le parti, elle reste dans la ligne anti-immigration de Jussi Halla-aho dont elle est une fidèle.
En 2023, le Parti des Finlandais participe à la coalition gouvernementale menée par Petteri Orpo.

## Positions et idéologie

### Position sur l'échiquier politique
Sur le plan idéologique, le Parti finlandais a été décrit comme étant de droite,,, de droite radicale voire d'extrême droite,,,,,,,. C'est un parti nationaliste et national-conservateur, qui s'oppose à l'immigration, tandis que sur les positions étrangères, il est eurosceptique,. Le parti combine des politiques économiques de gauche et un nationalisme économique avec des valeurs socialement conservatrices, et un nationalisme ethnique. Plusieurs chercheurs ont décrit le parti comme étant fiscalement de centre-gauche, socialement conservateur, un « parti populiste du centre » ou le « plus à gauche des partis non socialistes », tandis que d'autres chercheurs l'ont décrit comme étant radicalement de droite populiste,,,,,,. Dans l'ordre des sièges du parlement, le parti était assis au centre de la plénière jusqu'en 2019, date à laquelle il a été déplacé à droite de la plénière malgré son opposition à ce déplacement. Les partisans du parti se sont décrits comme des centristes. Le parti a attiré des gens de partis de gauche, mais des aspects centraux de son manifeste les ont amené à obtenir également le soutien d'électeurs de droite,. Les Vrais finlandais ont été comparés par les médias internationaux aux autres partis populistes nordiques et à d'autres mouvements nationalistes et populistes de droite similaires en Europe, tout en notant son fort soutien à l'État-providence finlandais,,.
Le parti a revendiqué un temps son populisme sous la présidence de Timo Soini et défend une ligne eurosceptique. Son président historique Timo Soini se décrit comme « conservateur sur les questions morales, mais de centre gauche sur les questions sociales ».
Dans un article publié en 2011, Le Monde classe les Vrais Finlandais au sein de la « droite nationaliste » tout en remarquant que « certains membres sont clairement d'extrême droite ». L'année suivante le journal rapporte les propos du Mikael Pentikäinen (fi), directeur de la rédaction de Helsingin Sanomat, selon qui le parti « n'est pas d'extrême droite ». D'après lui : « le parti compte plusieurs factions et celle anti-immigrés est la plus problématique pour Soini. Soini lui-même n'est pas contre l'immigration. Il a laissé les anti-immigrés venir à lui pour avoir leur soutien, mais il estime qu'il les contrôle. » Le journal finlandais Yle évoque une composante d'extrême droite et anti-immigration du parti.
Le politologue Lauri Karvonen fait remarquer à L'Express qu'il n'existe pas d'axe gauche-droite affirmé en Finlande, du fait d'une tradition de partage des responsabilités gouvernementales entre les partis, habitude qui a gommé leurs différences. D'après lui les Vrais Finlandais sont assimilés à des sociaux-démocrates sur les questions fiscales, comme l'impôt sur la fortune, et la politique sociale (retraites, allocations familiales), tandis qu'ils ne sont pas les seuls à vouloir limiter le droit d'asile. D'autre part, le parti soutient sans réserve l'immigration par le travail, allant jusqu'à défendre les intérêts de travailleurs migrants sous le coup d'un arrêté d'expulsion pour cause de revenus jugés insuffisants par l'administration. Lors de sa participation au gouvernement, à partir de 2015, il défend, selon Mediapart, une vision « néolibérale » de l'économie, réclamant une baisse des dépenses publiques et accusant la zone euro de soutenir les pays ne menant pas une politique d'austérité.
On trouve aussi dans la plate-forme du parti des positions typiques du conservatisme chrétien comme le refus du mariage homosexuel, de l'avortement, de l'ordination des femmes au sein de l'Église évangélique-luthérienne de Finlande, thème controversé en Finlande depuis sa mise en place en 1988.
Si Timo Soini admet utiliser la thématique de l'immigration comme un « sujet qui fait vendre » bien qu'il ne la considère pas comme une grande affaire, il se distancie du parti français du Front national dont il « ne partage pas les idées ». En effet, lorsqu'il était député européen (2009-2011), il faisait partie des conservateurs eurosceptiques du groupe Europe libertés démocratie, menés par Nigel Farage (Parti pour l'indépendance du Royaume-Uni) et Francesco Speroni (Ligue du Nord), ce qu'a également fait son successeur à Strasbourg, Sampo Terho. Après les élections européennes de 2014, les Vrais Finlandais quittent le groupe Europe libertés démocratie pour rejoindre le groupe des Conservateurs et réformistes européens aux côtés des Conservateurs britanniques et polonais afin de se distancier de l'extrême droite xénophobe et de rejoindre la droite traditionnelle.
Le représentant de la ligne dure du parti, Jussi Halla-aho, en devient le président en juin 2017. Défendant une ligne ethno-différentialiste radicale et, contrairement aux anciens dirigeants du parti, peu marquée par les valeurs religieuses conservatrices auxquelles il accorde moins d’importance qu’à l’origine ethnoculturelle, il annonce vouloir rapprocher sa formation de l’extrême droite européenne au détriment de la droite conservatrice traditionnelle, à laquelle le parti était jusqu'alors associé. Depuis l'accession au pouvoir de Jusi Halla-aho, la thématique de l'immigration est de devenue centrale et s'est radicalisée dans le discours du parti.

### Économie
Le programme économique se voulait social-démocrate (ils défendent l'État-providence nordique, l'impôt sur le revenu progressif et non à taux unique, le rétablissement de l'impôt sur la fortune), tout en affichant des préférences : aucune discrimination, y compris positive n'est souhaitable. Depuis 2015, le parti embrasse les lignes de l'austérité.

### Environnement
Le Parti des Finlandais soutient fermement l’industrie de la tourbe, qui produit massivement des gaz à effet de serre, ayant même proposé d’exempter cette production de toute taxe. Le parti réalise généralement ses meilleurs scores dans les municipalités dont l’économie est liée à cette industrie.
Le parti a vivement dénoncé l’Accord de Paris sur le climat, signé en décembre 2015, affirmant que celui-ci était « catastrophique » pour l’économie, et exigé qu’on épargne le secteur privé et les contribuables de ses « conséquences économiques désastreuses ».

### Immigration
- Durcissement du droit d'asile[91] :
  - l'immigration humanitaire doit être limitée aux quotas de réfugiés ;
  - le rassemblement familial doit être limité à la famille directe du migrant, sous réserve de moyens de subsistance de celui-ci.
- Conditions à l'immigration :
  - l'immigration par le travail est bénéfique et doit être soutenue, à condition que le migrant et surtout son employeur respectent les lois sociales et le salaire minimum finlandais ;
  - le migrant peut obtenir la nationalité finlandaise au bout de cinq ans de résidence, à condition de maîtriser la langue, posséder des moyens de subsistance et un casier judiciaire vierge en Finlande.

### Union européenne
- Hostilité à une Europe fédérale[92].
- Favorable à l'euro[80].

### Politique étrangère
Le parti affiche son hostilité à une éventuelle adhésion à l'OTAN mais se prononce en faveur d'un référendum sur la question.

### Culture
Le parti est favorable à ce que l'apprentissage actuellement obligatoire du suédois soit rendu optionnel, afin de favoriser des langues parlées au niveau international, comme l'anglais, le russe voisin, l'allemand, le français, l'espagnol, etc. mais aussi une valorisation des langues finno-ougriennes comme le carélien. Il soutient aussi une valorisation de la culture finlandaise traditionnelle, notamment des artistes issus du mouvement national-romantique du XIXe siècle.

### Modèle électoral
Jusque dans les années 2010, le parti soutient l'usage fréquent du référendum.

## Électorat
A ses débuts le Parti des Finlandais prétend défendre « les patrons de petites et moyennes entreprises, les hommes et les femmes qui travaillent dur, les pauvres, les nécessiteux, les étudiants, les chômeurs, ces gens qui respirent l'honnêteté ». Selon Salomé Legrand son électeur type serait « masculin, la cinquantaine, employé ou patron de PME ».
Selon une publication du ministère de la justice, « il a recueilli 27% des voix masculines lors des dernières élections législatives pour 17,5 % de tous les votes »,.

## Résultats électoraux

### Élections législatives

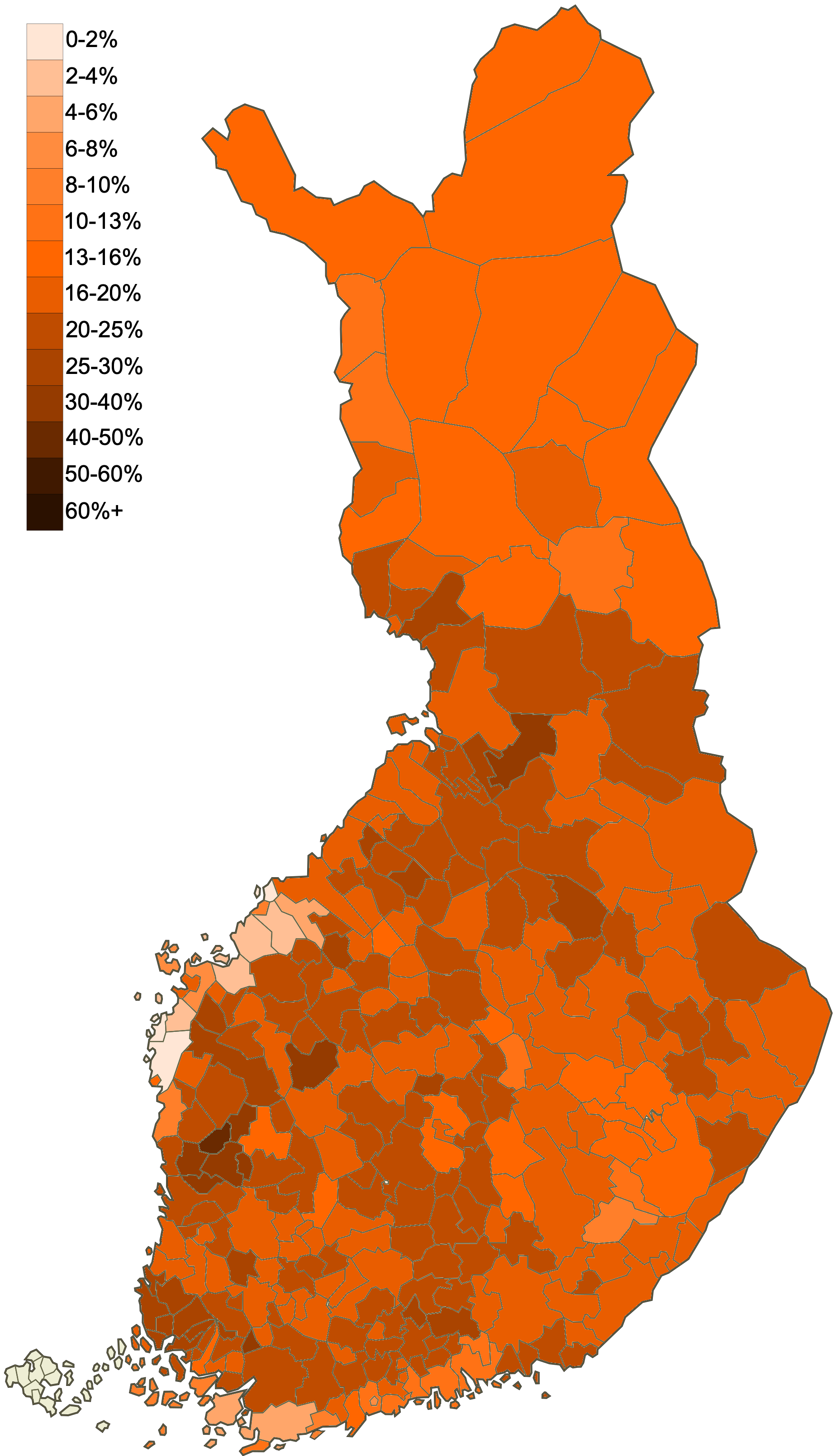
Résultats par municipalité aux élections législatives de 2019.

| Année                                    | Voix    | %     | Rang | Députés  | Gouvernement                               |
| ---------------------------------------- | ------- | ----- | ---- | -------- | ------------------------------------------ |
| 1999                                     | 26 440  | 0,99  | 10e  | 1 / 200  | Opposition                                 |
| 2003                                     | 43 816  | 1,57  | 8e   | 3 / 200  | Opposition                                 |
| 2007                                     | 112 256 | 4,05  | 8e   | 5 / 200  | Opposition                                 |
| 2011                                     | 560 075 | 19,05 | 3e   | 39 / 200 | Opposition                                 |
| 2015                                     | 524 054 | 17,65 | 3e   | 38 / 200 | Sipilä (2015-2017), opposition (2017-2019) |
| 2019                                     | 538 805 | 17,48 | 2e   | 39 / 200 | Opposition                                 |
| 2023                                     | 620 981 | 20,06 | 2e   | 46 / 200 | Orpo                                       |
| Sources: Tilastokeskus, Oikeusministeriö |         |       |      |          |                                            |

### Élections présidentielles
| Année | Candidat         | 1er tour | 1er tour | 1er tour |
| Année | Candidat         | Voix     | %        | Rang     |
| ----- | ---------------- | -------- | -------- | -------- |
| 2000  | Ilkka Hakalehto  | 31 405   | 1,03     | 6e       |
| 2006  | Timo Soini       | 103 368  | 3,43     | 5e       |
| 2012  | Timo Soini       | 287 571  | 9,40     | 4e       |
| 2018  | Laura Huhtasaari | 207 175  | 6,93     | 3e       |
| 2024  | Jussi Halla-aho  | 607 780  | 19,02    | 3e       |

### Élections européennes
| Année                 | Élus    | Voix  | %   | Rang   | Groupe |
| --------------------- | ------- | ----- | --- | ------ | ------ |
| 1996                  | 15 004  | 0,67  | 10e | 0 / 16 |        |
| 1999                  | 9 854   | 0,79  | 9e  | 0 / 16 |        |
| 2004                  | 8 900   | 0,54  | 9e  | 0 / 14 |        |
| 2009                  | 162 930 | 9,79  | 5e  | 1 / 13 | ELD    |
| 2014                  | 222 457 | 12,87 | 3e  | 2 / 13 | CRE    |
| 2019                  | 252 990 | 13,80 | 4e  | 2 / 14 | ID     |
| Source: Tilastokeskus |         |       |     |        |        |

### Élections municipales
| 1996                  | 21 999  | 0,93  | 138 / 12482 |
| 2000                  | 14 712  | 0,66  | 109 / 12278 |
| 2004                  | 21 417  | 0,90  | 106 / 11966 |
| 2008                  | 137 497 | 5,39  | 443 / 10412 |
| 2012                  | 307 797 | 12,34 | 1195 / 9674 |
| 2017                  | 227 297 | 8,84  | 769 / 8999  |
| 2021                  | 354 019 | 14,5  | 1350 / 8999 |
| Source: Tilastokeskus |         |       |             |

## Personnalités liées

### Présidents
| Portrait                          | Identité                     | Période      | Période      | Durée                       |
| Portrait                          | Identité                     | Début        | Fin          | Durée                       |
| --------------------------------- | ---------------------------- | ------------ | ------------ | --------------------------- |
| Raimo Vistbacka, 25 février 2011. | Raimo Vistbacka (né en 1945) | 11 mai 1995  | 14 juin 1997 | 2 ans, 1 mois et 3 jours    |
| Timo Soini                        | Timo Soini (né en 1962)      | 14 juin 1997 | 10 juin 2017 | 19 ans, 11 mois et 27 jours |
| Jussi Halla-aho                   | Jussi Halla-aho (né en 1971) | 11 juin 2017 | 14 août 2021 | 4 ans, 2 mois et 3 jours    |
| Riikka Purra                      | Riikka Purra (née en 1977)   | 14 août 2021 | En cours     | 3 ans, 10 mois et 3 jours   |

### Députés au Parlement de Finlande
- Juho Eerola (2011–)
- Kike Elomaa (2011–2017)
- Jussi Halla-aho (2011–2014, 2019–)
- Arja Juvonen (2011–2017)
- Ville Vähämäki (2011–)
- Laura Huhtasaari (2015–2019, 2023–)
- Leena Meri (2015–)
- Jani Mäkelä (2015–)
- Jari Ronkainen (2015–)
- Sami Savio (2015–)
- Ville Tavio (2015–)
- Sanna Antikainen (2019–)
- Petri Huru (2019–)
- Vilhelm Junnila (2019–)
- Kaisa Juuso (2019–)
- Ari Koponen (2019–)
- Jari Koskela (2019–)
- Kristian Sheikki Laakso (2019–)
- Mikko Lundén (2019–)
- Juha Mäenpää (2019–)
- Veijo Niemi (2019–)
- Mauri Peltokangas (2019–)
- Sakari Puisto (2019–)
- Riikka Purra (2019–)
- Lulu Ranne (2019–)
- Mari Rantanen (2019–)
- Minna Reijonen (2019–)
- Jenna Simula (2019–)
- Sebastian Tynkkynen (2019–)
- Wille Rydman (2023–)
- Miko Bergbom (2023–)
- Kaisa Garedew (2023–)
- Tomi Immonen (2023–)
- Antti Kangas (2023–)
- Teemu Keskisarja (2023–)
- Rami Lehtinen (2023–)
- Mira Nieminen (2023–)
- Jorma Piisinen (2023–)
- Mikko Polvinen (2023–)
- Anne Rintamäki (2023–)
- Onni Rostila (2023–)
- Sara Seppänen (2023–)
- Pia Sillanpää (2023–)
- Jaana Strandman (2023–)
- Joakim Vigelius (2023–)
- Timo Vornanen (2023

### Anciens députés
- Raimo Vistbacka (1995–2011)
- Tony Halme (2003–2007)
- Timo Soini (2003–2009, 2011–2017)
- Pentti Oinonen (2007–2017)
- Pirkko Ruohonen-Lerner (2007–2015)
- Veltto Virtanen (2007–2015)
- Pietari Jääskeläinen (2009–2015)
- Markku Uusipaavalniemi ( 2010–2011)
- Teuvo Hakkarainen (2011–2019)
- Lauri Heikkilä (2011–2015)
- Reijo Hongisto (2011–2017 )
- James Hirvisaari (2011–2013)
- Olli Immonen (2011–2023)
- Ari Jalonen (2011–2017)
- Anssi Joutsenlahti (2011–2015)
- Johanna Jurva (2011–2015)
- Pentti Kettunen (2011–2015)
- Kimmo Kivelä (2011–2017)
- Osmo Kokko (2011–2015)
- Laila Koskela (2011–2014)
- Jari Lindström (2011–2017)
- Maria Lohela (2011–2017)
- Anne Louhelainen (2011–2017)
- Pirkko Mattila (2011–2017)
- Lea Mäkipää (2011–2017)
- Hanna Mäntylä (2011–2017)
- Martti Mölsä (2011–2017
- Mika Niikko (2011–2023)
- Jussi Niinistö (2011–2017)
- Tom Packalén (2011–2023)
- Vesa-Matti Saarakkala (2011–2017)
- Ismo Soukola (2011–2015)
- Maria Tolppanen (2011–2016)
- Reijo Tossavainen (2011–2015)
- Kaj Turunen (2011–2017)
- Kauko Tuupainen (2011–2015)
- Juha Väätäinen (2011–2015)
- Mika Raatikainen (2014–2019)
- Simon Elo (2015–2017)
- Tiina Elovaara (2015–2017)
- Toimi Kankaanniemi (2015–2023)
- Kari Kulmala (2015–2017)
- Rami Lehto (2015–2023)
- Veera Ruoho (2015–2017)
- Sampo Terho (2015–2017)
- Jouni Kotiaho (2019–2023)
- Jukka Mäkynen (2019–2023)
- Riikka Slunga-Poutsalo (2019–2023)
- Ano Turtiainen (2019–2020)
- Veikko Vallin (2019–2023)
- Jussi Wihonen (2019–2023)

### Parlement européen
| - Timo Soini (2009-2011) - Sampo Terho (2011-2014) - Jussi Halla-aho (2014 - 2019) | - Laura Huhtasaari (2019-) - Teuvo Hakkarainen (2019-) |